# Ernst Hoppenberg
Ernst Hoppenberg (26. července 1878 Brémy – 29. září 1937 Kirn) byl německý reprezentant v plavání.
Plavání se věnoval od dětství, jeho otec byl ředitelem brémské kryté plovárny. Byl členem klubu Bremer Schwimm-Club von 1885, pro který získal dva tituly plaveckého mistra Německa: v roce 1898 na 100 m znak a v roce 1899 na 100 m volný způsob.
Na Letních olympijských hrách 1900 v Paříži vyhrál závod na 200 m znak v čase 2:47,0. Druhé prvenství získal v bodovacím závodě družstev na 200 m, kde německý tým spolu s ním tvořili Max Hainle, Max Schöne, Julius Frey a Herbert von Petersdorff. Byl také nominován do německé reprezentace ve vodním pólu, na olympijském turnaji, kde Němci vypadli ve čtvrtfinále, však nenastoupil.
Zemřel v roce 1937 na následky autonehody. V roce 1988 byl jmenován do Mezinárodní síně slávy plaveckých sportů.